# 洞窟壁画

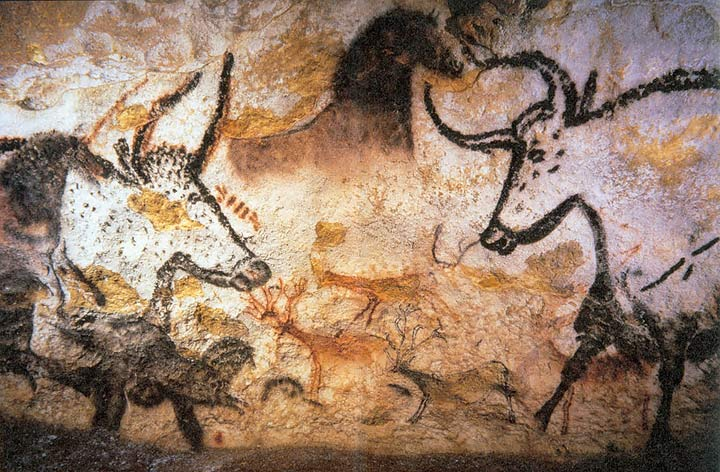
ラスコー洞窟の壁画（フランス）

洞窟壁画（どうくつへきが、英語: Cave painting）は、通例では先史時代の（英語の学術論文では "prehistoric"と表現される、つまり文字で歴史が記録されるようになる前の）、洞窟や岩壁の壁面および天井部に描かれた絵の総称をいう。現存する人類最古の絵画である。壁画は4万年前の後期旧石器時代より製作されている。これらは社会的に敬われていた年長者や、シャーマンによる作品であると広く一般に信じられている。

## ヨーロッパ
ヨーロッパ人が最初にマグダレニアン文化の壁画を偶然にも発見したのは、1879年のスペイン、カンタブリア州にあるアルタミラ洞窟でのことで、壁画は学者からいたずらだと考えられた。しかし、近年の壁画への再評価や発見数の増加は壁画の確実性を例証し、基本的な道具のみを使用して壁画を描いた後期旧石器時代における人類の、高レベルな芸術的手腕を示している。更に洞窟壁画は、その時代の文化や信条を表す貴重な手がかりをもたらしている。
多くの遺跡に描かれている壁画が製作された時代は、放射性炭素年代測定のような方法では新旧の物質が混成したサンプルしか採れず、誤った年代の測定結果が出てしまう他、洞窟や岩の突出部は長い年月を経て積み重なった岩屑で概して乱雑しており、未だに継続的な論点である。スペイン、ラス・モネダス洞窟　にあるトナカイの絵のように、選んだ対象によっては時代を指摘できるものもあり、この絵はウィスコンシン（ヴュルム）氷期に描かれたとされている。 　
最も古い洞窟壁画は、スペインのラパシエガ洞窟、マルトラビエソ洞窟、アルタレス洞窟の壁画で、約6万4000年前のものとされる。最古級のものとしては、スペインのエル・カスティージョ洞窟（約4万800年前）、インドネシアのマロス洞窟の壁画（約3万9900年前）、フランスのショーヴェ洞窟の壁画（約3万7000年前）がある。
洞窟壁画の最も一般的な題材は、バイソン、馬、オーロックス、鹿など大型の野生動物で、他に人の手形（壁画を描いた作者の署名であるとも言われる）や、フランスの考古学者アンリ・ブルイユにより「マカロニ」と呼ばれた抽象模様がある。人間を描写したものは珍しく、通常それらは野生の動物を模した壁画よりも抽象的・概略的である。洞窟芸術は、おそらくはオーリニャック文化期のドイツ、ホーレ・フェルス洞窟で始まったとされるが、頂点に達したのはマグダレニアン文化後期のフランス、ラスコー洞窟である。

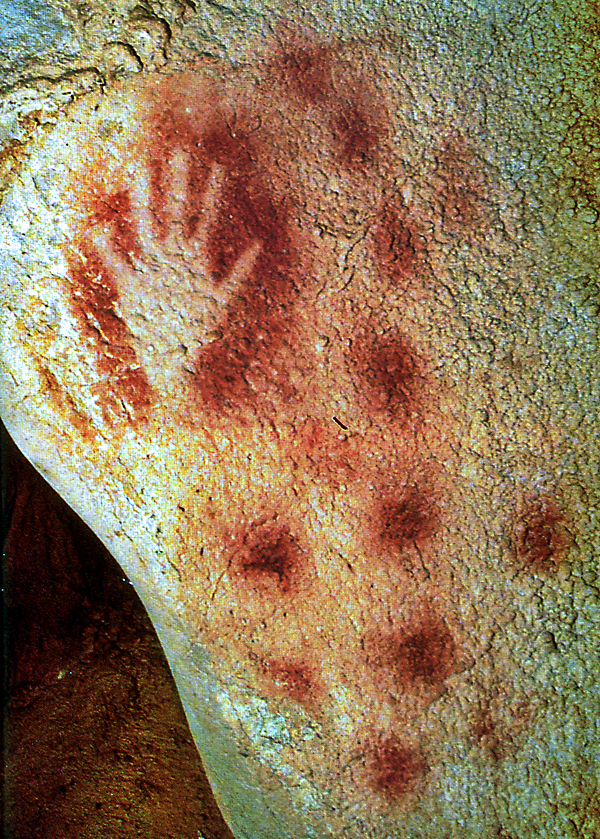
洞窟壁画の手形。画像はフランス、ペシュメルル洞窟。

絵画は赤色と黄色の黄土、赤鉄鉱、二酸化マンガン、炭で描かれている。時折最初に岩面へ動物の輪郭を刻み込んだものがある他、石のランプが光を供給する。アンリ・ブルイユは当時描かれた壁画について、捕獲できる動物の数を増やすための狩猟のまじないだったのではないかと解釈している。槍の的になっていたように見える粘土像も見つかっていることから、この説はある程度真実味があるが、この像はライオンや熊のような捕食動物の絵は何を表すかについての説明にはなっていない。
より近代的な狩猟採集社会の研究に基づいた最近の学説では、壁画がクロマニョン人のシャーマンにより製作されたと論じられている。その説によれば、シャーマンは洞窟の暗黒の中で隠遁し、トランス状態に入り彼らの想像力或いは洞窟壁面自体から出る絵の概念で壁画を描いたのだという。この説は数ある壁画（深い、または小さな洞窟によくあるもの）や、対象の種類（獲物や捕食動物から人間の手形まで）から考えれば、幾分疎遠な説明である。また天井が高い大空間や音響のよい場所に描かれた壁画は、これらが洞窟に住んでいた集団の宗教的集会や、歌や踊りなどのパフォーマンスの一部として使われた可能性もある。しかし、旧石器時代研究にはつきものだが、物的証拠の不足や、現代の思考力で旧石器時代の考え方を理解しようとすることから結びつく、多くの間違いやすい点が原因で、どの説が正しいかを判断することは不可能である。
洞窟壁画は崖面にも描かれていたが、侵食のために残っているものは殆どない。よく知られている例の一つには、フィンランドのサイマー湖周辺にあるアスツヴァンサルミの岩壁画がある。また近年でも2003年にイギリス、ノッティンガムシャー州クレスウェル断崖で、洞窟絵画が発見されている。
以下は著名な壁画のある洞窟の例である。
- ラスコー洞窟 - フランス
- ラ・マルシュ洞窟（英語版） - リュサック・レ・シャトー近郊、フランス
- ショーヴェ洞窟 - バロン・ポン・ダルク近郊、フランス
- アルタミラ洞窟 - カンタブリア州サンティジャーナ・デル・マル近郊、スペイン
- コスケール洞窟 - マルセイユ近郊にある入り口が海面下にある洞窟、フランス
- レ・トロワ・フレール洞窟（フランス語版） - ピレネー山麓にある洞窟、フランス[5]
- フォン・ド・ゴーム洞窟（英語版） - フランス[6]

### ネアンデルタール人作成説
近年、壁画表面を覆う薄い石灰質を最新の年代測定法で調査した結果、洞窟壁画の一部が4万800年以上前に書かれていたことが判明した。この計測が正しいとすれば、これまで最古と見られていたショーヴェ洞窟よりも1万年近く古い。当時、ヨーロッパでは依然としてネアンデルタール人が優勢であり、人類はアフリカ大陸から移住し始めたばかりであった。そのため、ヨーロッパにおける洞窟壁画の幾つか、少なくともスペインのエルカスティーヨ洞窟の壁画については、ネアンデルタール人によって作成された可能性があるという。一方、ヨーロッパに30万年間も生息し続けていたネアンデルタール人が突如として約4万年前から壁画を描き始めたとは考えにくい、と否定的な見解を述べる研究者もいる。なお、約4万年前の時点でも、人類には既に壁画作成の技術があったと考えられている。以上の仮説は、『サイエンス』誌上において掲載された。

## アフリカ
南アフリカ共和国のオカシュランバ・ドラケンスバーグには、一帯に約8千年前から定住していたサン人が動物や人間を描いた、およそ3千年前に製作されたと思われる壁画があり、それらは宗教的信条を表したものと考えられている。
近年、ある考古学チームがソマリランドにあるハルゲイサ郊外で、ラース・ゲール洞窟壁画を発見した。壁画に描かれている絵は牛を崇拝し宗教的儀式を行う、その地域に住んでいた古代の住民を表している。
また洞窟壁画は、アルジェリアの南東にあるタッシリ・ナジェール、リビアにあるタドラット・アカクス、メッサク・セッタフェト、そしてニジェールのアイル山地とチャドのティベスティ山地などサハラ砂漠地方でも発見されている。

## オーストラリア
オーストラリアでも重要な洞窟壁画が発見されている。その中でも特に、カカドゥ国立公園には多くの黄土の壁画がある。黄土は土壌有機物ではないため、壁画の放射性炭素年代測定が不可能である。しかし、壁画の内容からおおよその年代や、少なくとも時代は推測できる。この地域にはヨーロッパ人の帆船を描いた壁画もあり、古代から近年までの壁画が重なり合っている。

## 東南アジア
タイやマレーシア、インドネシアにも壁画のある洞窟がある。タイでは、ビルマとの国境に沿った洞窟や急斜面、タイ中心部のペッチャブーン山脈、そしてナコンサワン県のメコン川周辺など、これら全ての地域で壁画を見物することができる。マレーシアでは、2000年前に描かれた国内最古の壁画がペラクのグア・タンブンにあり、一方でニア洞窟国立公園のペインテッド洞窟にある洞窟壁画は、1200年前のものである。
インドネシアでは、スラウェシ島南部マカッサルの奥地にあるリアン・テドング鍾乳洞でイノシシの壁画が発見された。45,500年以上前の動物の絵は世界最古である。同じくスラウェシ島にある、マロスの洞窟遺跡に描かれている手形の壁画が有名で、カリマンタンのサンクリラン地域にある洞窟にも壁画がある。

## メソアメリカ

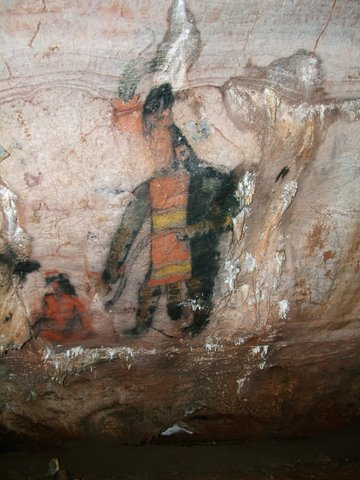
メキシコ、ゲレロ州にあるフストラワカ洞窟の壁画。オルメカの支配者を表現しているといわれている。

メソアメリカでは、メキシコ、ゲレーロ州にオルメカ文明の概念を表現した洞窟壁画がオシュトティトラン(Oxtotitlan)やフストラワカ(Juxtlahuaca)などで見られる。また、マヤ文明の遺跡にも洞窟遺跡が多数知られており、そのうち、ロルトゥン(Loltun)、ナフ・トゥイニチ(Naj Tunich)の壁画が著名である。

## 南米

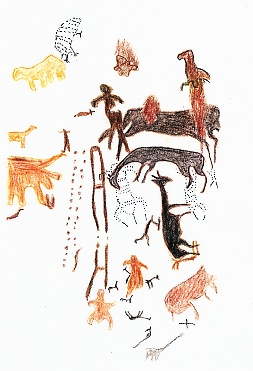
ペルーの岩陰遺跡のひとつ、トケパラ洞窟の壁画。

ペルー南高地にある石期段階の岩陰遺跡、トケパラ(Toquepala)の狩猟を表現した壁画やアルゼンチン南部のサンタクルス州のクエバ・デ・ラス・マノスの手形の壁画が挙げられる。後者は1999年に世界遺産に登録された。